# Burgenrenaissance

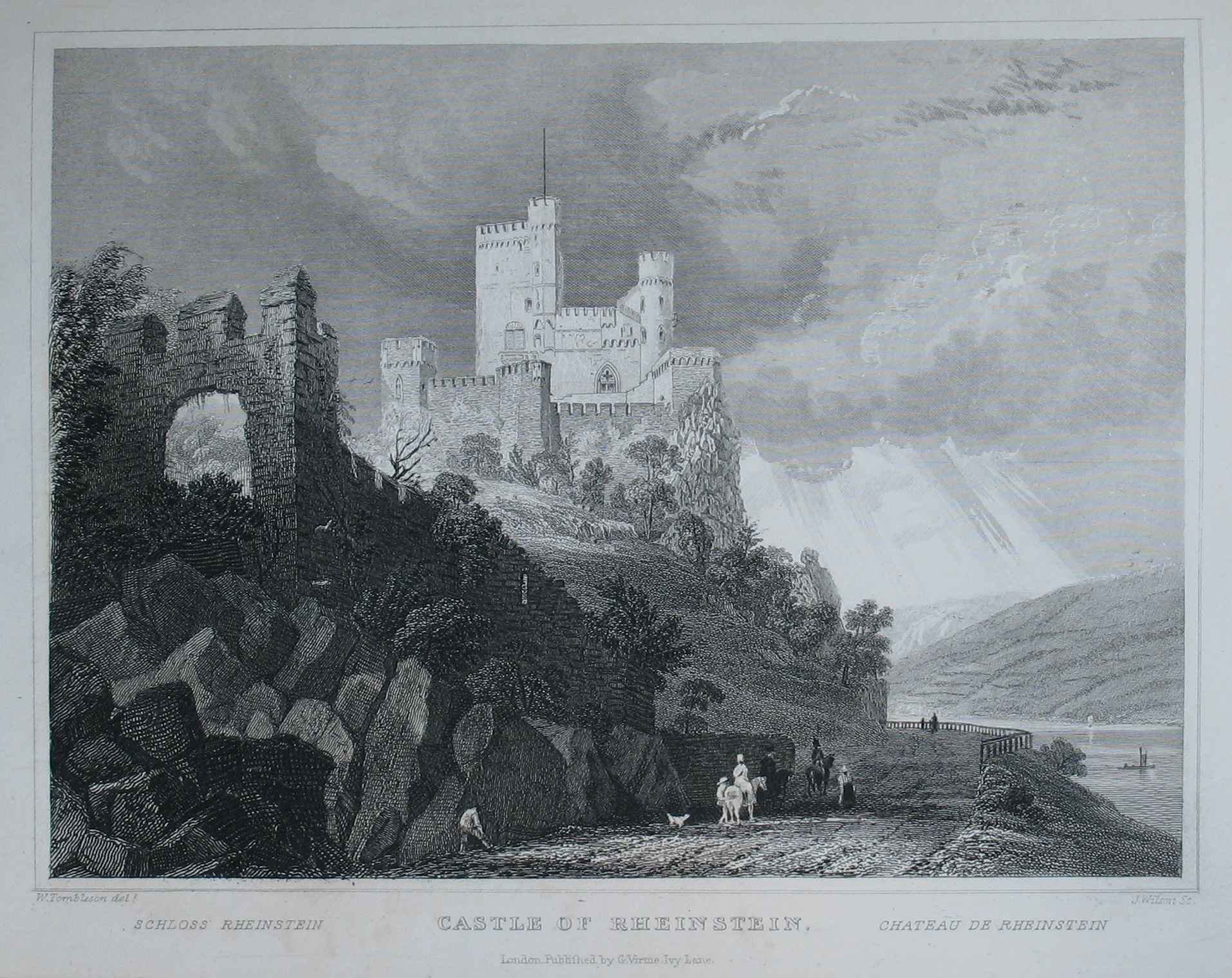
Burg Rheinstein, um 1832 – Stich von William Tombleson

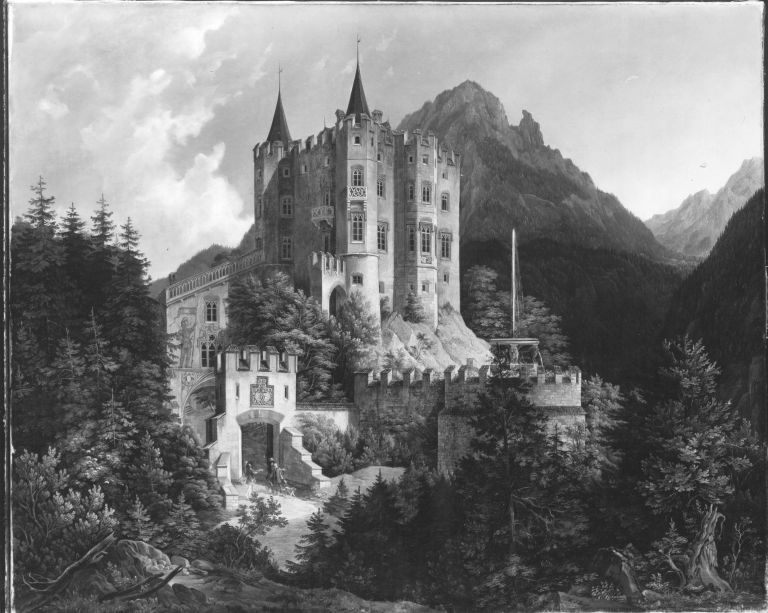
Schloss Hohenschwangau, 1836 – Schwarz-Weiß-Darstellung des Gemäldes von Ferdinand Jodl, das die erste neugotische Überformung der historischen Burg Schwangau nach Plänen des Malers Domenico Quaglio zeigt

Der Begriff Burgenrenaissance, auch Burgenromantik, bezeichnet eine europäische Bewegung in den Epochen der Romantik und des Historismus, die Burgen und Burgruinen des Mittelalters wiederentdeckte und damit begann, sie als Nationalmonument und Geschichtsdenkmal zu deuten, zu idealisieren, zu untersuchen, zu rekonstruieren, auszubauen, neu zu erbauen, zu entwickeln, zu restaurieren und zu schützen. Sie führte auch zu der Modeerscheinung in der Architektur des 19. und frühen 20. Jahrhunderts, völlige Neubauten in Gestalt einer „Burg“ zu errichten.

## Geschichte

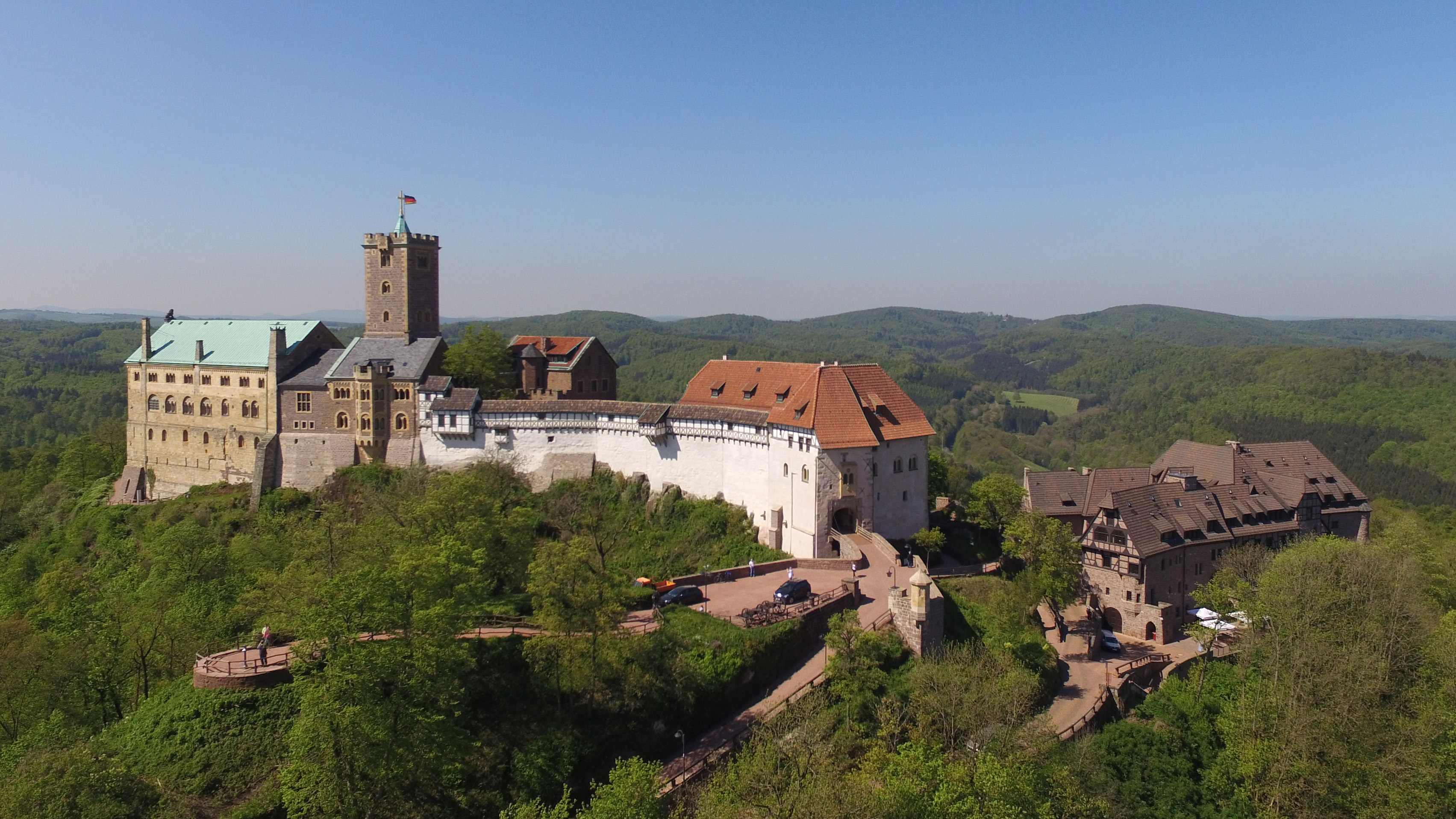
Wartburg

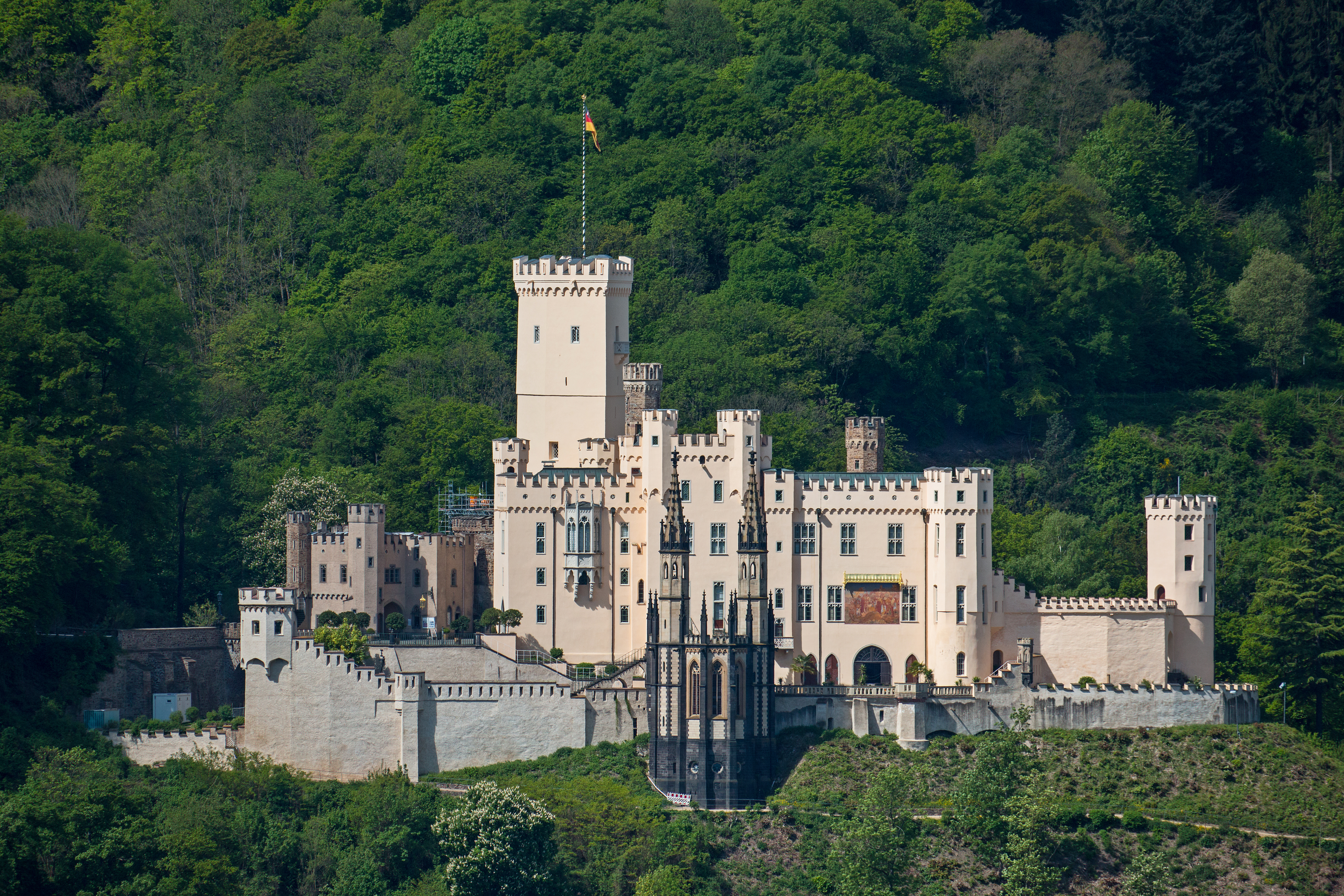
Schloss Stolzenfels

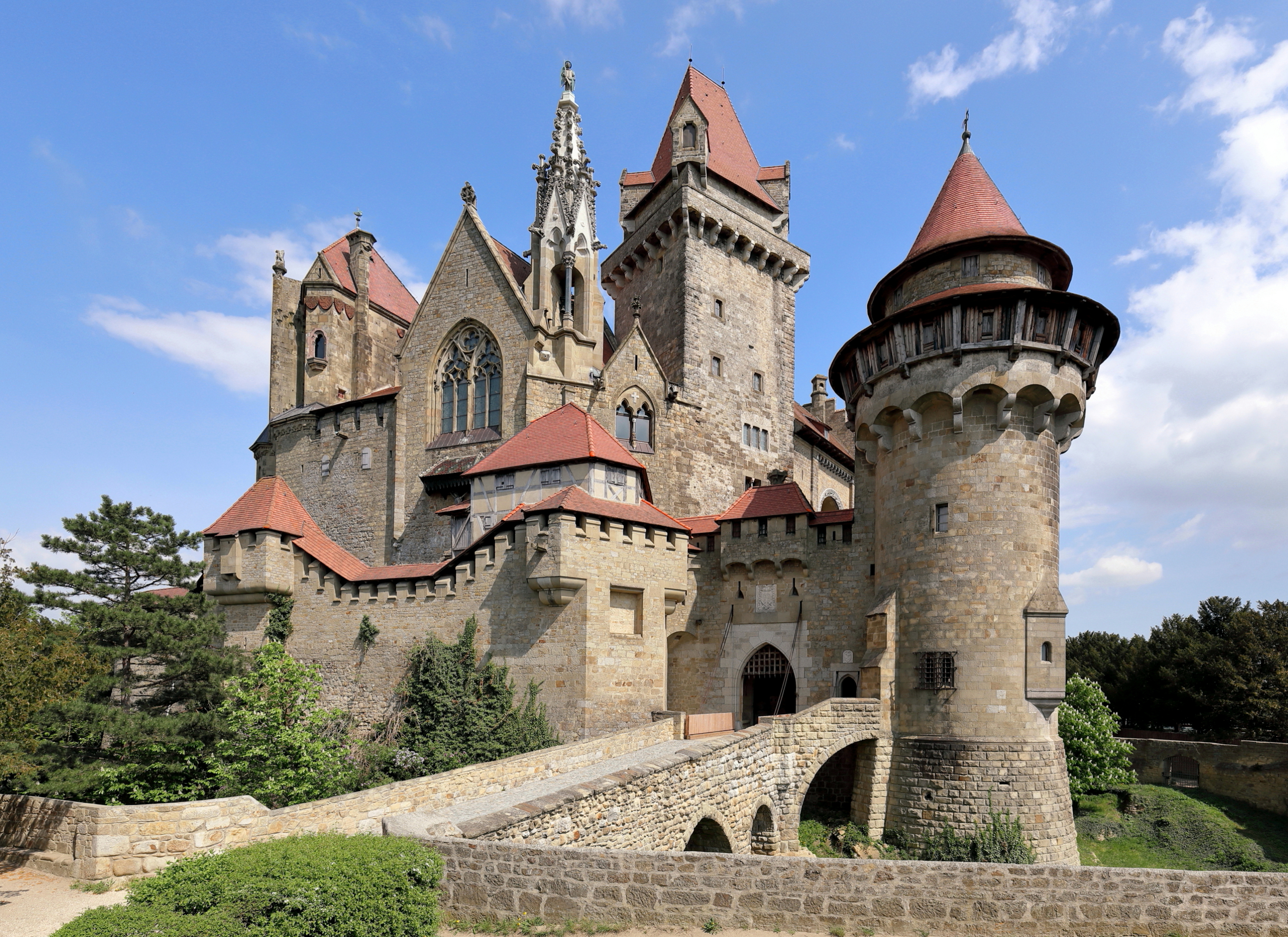
Burg Kreuzenstein

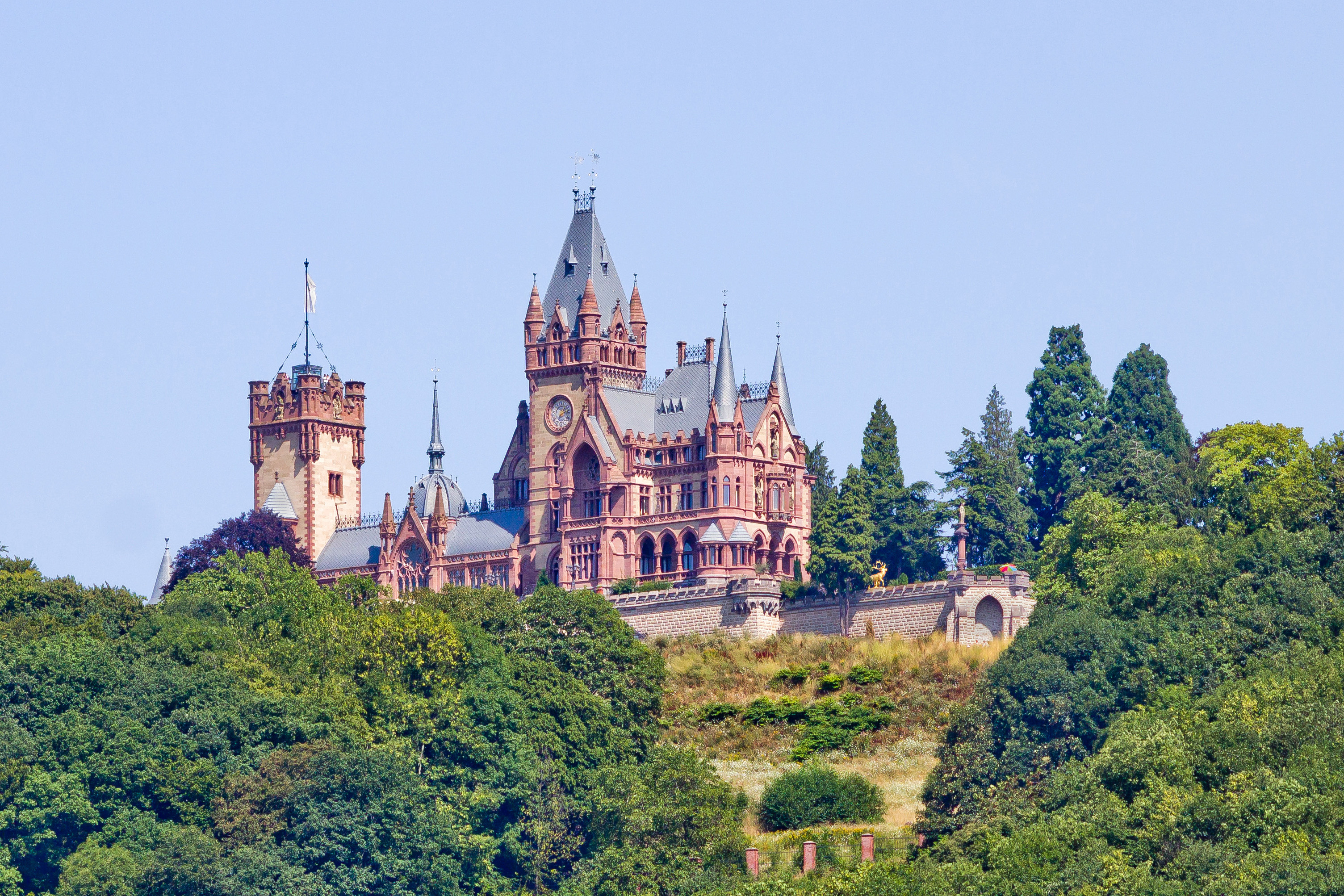
Schloss Drachenburg

Die Burgenrenaissance wurzelt in der landschaftsmalerisch und literarisch geprägten Ruinen- und Mittelalterbegeisterung der Romantik. Diese Begeisterung, auch Burgenromantik genannt, war eng verflochten mit der neuzeitlichen Entstehung und Ausprägung eines Geschichtsbewusstseins sowie dem Aufkommen und der Verbreitung der Neogotik, hatte kulturgeschichtliche, insbesondere gartentheoretische Ursprünge im Großbritannien des 18. Jahrhunderts (Strawberry Hill, Staffagen im Painshill Park, William Gilpins Konzept des Picturesque) und schlug sich etwa auch in Parkruinen, Gartenburgen (Löwenburg Kassel) und Ritterspielen nieder. Angetrieben wurde die romantische Begeisterung und das geschichtliche Interesse, insbesondere durch das in der Zeit der Romantik wiedererwachende Genre des Ritterromans, etwa Dichtungen wie Götz von Berlichingen (1773) von Johann Wolfgang von Goethe und The Abbot (1820) von Walter Scott. In diesem kulturellen und geschichtlichen Zusammenhang, dessen Impulse sich auch in der Malerei niederschlugen, etwa in dem Gemälde Das Felsenschloss (1828) von Carl Friedrich Lessing, kam es zu bauhistorischen Untersuchungen und zu Neubauplänen für historische Burganlagen. In der Folge entstanden außer neogotischen auch neoromanische und eklektizistische Bauten. Unter Berücksichtigung örtlicher Baumaterialien und -traditionen entstanden regionale Varianten dieser Strömung, etwa das Scottish Baronial.
Bis 1829 ließ der rheinromantisch inspirierte Düsseldorfer Divisionskommandeur Friedrich von Preußen, ein Pionier der Burgenrenaissance, die Ruine der historischen Burg Fatzberg, die er bereits 1821 gekauft hatte, nach Plänen von Karl Friedrich Schinkel und Johann Claudius von Lassaulx als Burg Rheinstein für private Wohnzwecke herrichten. 1832 beauftragte der bayerische Kronprinz Maximilian den Theater-, Architektur- und Vedutenmaler Domenico Quaglio, er sich in romantischer Gesinnung besonders der mittelalterlichen Architektur und der Gotik zugewandt hatte, mit Wiederaufbau und Ausschmückung von Schloss Hohenschwangau. Ein weiteres prominentes Beispiel für die Burgenrenaissance ist die Wartburg, die 1817 durch das Wartburgfest zu einem deutschen Nationalsymbol erhoben worden war und deren Bausubstanz ab 1838 durch den Baurat Wilhelm Sältzer untersucht wurde. Seine Befunde stießen eine Diskussion zur umfassenden Wiederherstellung der Burg an, die 1853 nach Plänen von Hugo von Ritgen in Angriff genommen wurde.
Bekannte andere Burgen bzw. Burgruinen, die in dem Zeitraum vom 19. bis zum frühen 20. Jahrhundert rekonstruiert und überformt oder als Neubauten auf Resten historischer Vorgängerbauten errichtet wurden, sind etwa das Schloss Eberstein, die Burg Gutenfels, das Schloss Stolzenfels, das Hambacher Schloss, das Schloss Neuschwanstein, das Schweriner Schloss, das Schloss Pierrefonds, die Burg Hohenzollern, Balmoral Castle, das Schloss Frauenberg, die Veste Heldburg, die Burg Kreuzenstein, die Reichsburg Cochem, das Schloss Moyland, das Schloss Burg, die Burg Altena, das Schloss Vaduz, die Burg Gutenberg, das Kasteel de Haar, das Schloss Chillon, die Hohkönigsburg, die Burg Branzoll, die Burg Stolberg, die Sparrenburg und das Schloss Landsberg.
Im Rahmen der Burgenrenaissance entstanden auch Neubauten von „Burgen“ ohne historischen Vorgängerbau, etwa das Schloss Kamenz, die Fahnenburg, das Schloss Babelsberg, das Schloss Miramare, das Schloss Marienburg, das Schloss Drachenburg, das Schloss Bergfeld und das Schloss Crap da Sass. Nicht bloß Adelige manifestierten so sozialen Status, Lebensstil und Lebensgefühl, sondern zunehmend auch Groß- und Bildungsbürger, etwa im Rahmen einer Villen- und Landhausarchitektur. Ein besonders leidenschaftlicher Architekt der Burgenrenaissance war Bodo Ebhardt, Gründer und Präsident der Deutschen Burgenvereinigung, der in Gestalt des Hauses Mühlberg noch 1935 eine „Burg“ als Neubau schuf.
Die europäische Burgenrenaissance griff schließlich auch auf andere Kontinente über. Zeugnisse dafür in Nordamerika sind etwa das Smithsonian Institution Building, Fonthill Castle (New York), Biltmore Estate, Boldt Castle, Gould Guggenheim Estate, Bannerman’s Castle und Château Frontenac.